# Prym Group
Die Prym Anteilsverwaltung GmbH ist die Konzernobergesellschaft der Prym Group, dem zweitältesten industriellen Familienunternehmen in Deutschland. Die Unternehmensgruppe hat ihren Sitz in Stolberg (Rhld.), Nordrhein-Westfalen. Ihre Tochterunternehmen produzieren vor allem Handarbeits- und Nähzubehör, beliefern die Bekleidungsindustrie mit Verschlusssystemen und Accessoires und liefern Kontakt- und Verbindungselemente für die Technologiebranche. Die Prym Group ist mit Standorten in Europa, Asien, Afrika und Amerika vertreten und gilt als Weltmarktführer bei der Produktion von Druckknöpfen.

## Gesellschafter
Prym befindet sich seit fast 500 Jahren im Familienbesitz. Die 50 Anteilseigner sind über zwei vorgeschaltete Holdings organisiert. Die in den 2010er Jahren neu gebildete Organisation geht auf eine "Betriebsverfassung" aus dem Jahr 1936 zurück, die vorab familiäre Konflikte vermeiden sollte.

## Geschichte

### Gründung als Metallherstellungsbetrieb
Das Unternehmen wurde 1530 vom Goldschmied Wilhelm Prym (1490–1561) in Aachen als Familienbetrieb zur Herstellung von Messing und Kupfer begründet. 1642 wurde der protestantischen Familie im katholischen Aachen in der Zeit der Aachener Religionsunruhen das Zunftrecht entzogen, weshalb Christian Prym (1614–1683), wie auch die bekannten Kupfermeisterfamilien Amya, Hoesch, Peltzer, Schleicher, Lynen, von Asten und andere, nach Stolberg umsiedelte, wo bis heute die Führung des später entstandenen Prym-Konzerns ihren Hauptsitz hat. Zunächst als Kupfermeister auf dem Kupferhof Roderburgmühle tätig, erwarb Christians gleichnamiger Enkel (1676–1747) Anteile am Dollartshammer, der von seinen Nachkommen noch um die Hammerwerke Salzrumpf und Derichsberger Mühlen erweitert wurde. Damit wurde der Dollartshammer zur Wiege des späteren Großunternehmens.

### 19. Jahrhundert: Neuer Schwerpunkt metallische Kurzwaren
Im 19. Jahrhundert verlor die Messingherstellung in Stolberg an Bedeutung. Um die damit verbundenen Verluste zu kompensieren, entwickelte Prym erste Fertigprodukte aus Messing, Eisen und Stahl, die schon bald maschinell produziert wurden. Ab 1859 erweiterten William Prym (1811–1883) und dessen Sohn Gustav Wilhelm Prym (1839–1916) die Produktpalette um Kurzwaren, wie Hafteln, Schnallen, Kettchen, Nadeln und Einfädler, die zum Schwerpunkt der Produktion wurden.
Ab dem letzten Drittel des 19. Jh. wurden sowohl die technische Einrichtung in Stolberg als auch die Verkaufsorganisation im Ausland ausgebaut, darunter auch die für die Österreichisch-Ungarische Monarchie. So wurde in Wien I eine Niederlassung errichtet – jedoch war der Import von in Österreich noch händisch erzeugten Artikeln mit hohen, die Waren verteuernden Zöllen belegt. Prym sah sich daher veranlasst, auch in Österreich mit einer eigenen Produktion zu beginnen.
1887 wurden die Kaufverhandlungen für ein in Weissenbach an der Triesting, Niederösterreich, bereits seit vier Jahren stillstehendes Walzwerk geführt. Am 30. März 1888 erfolgte die Gründung einer Zweigniederlassung von Stolberg. Die gewerbebehördliche Bewilligung zur „Fabrikmäßigen Erzeugung von Nadlerwaren“ wurde dem zweitjüngsten Sohn des 1883 verstorbenen William Prym, Julius Prym (1857–1928), im April 1888 erteilt. Noch im selben Jahr begann in Weissenbach die Erzeugung von Stecknadeln und Hafteln sowie, 1889, von Ketten.
Seit 1903 fertigte Prym unter der Markenbezeichnung „Prym's Zukunft“ den von Heribert Bauer 1885 erfundenen Druckknopf, dessen Funktion von Hans Friedrich Prym (1875–1965) durch eine in den Kopfteil eingelegte Feder verbessert wurde (Kronenfeder-Druckknopf).

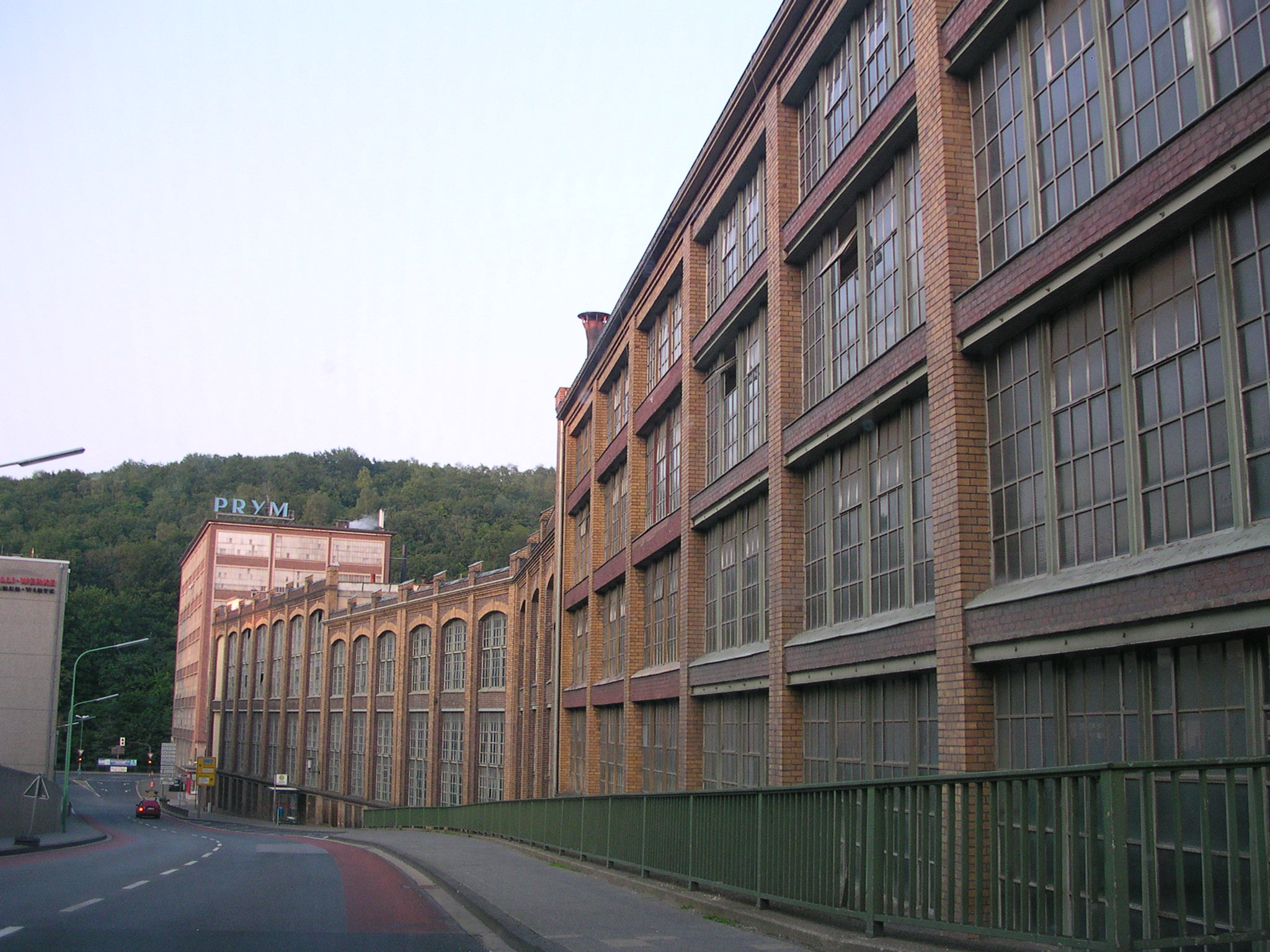
Prym-Werk an der Zweifallerstraße in Stolberg
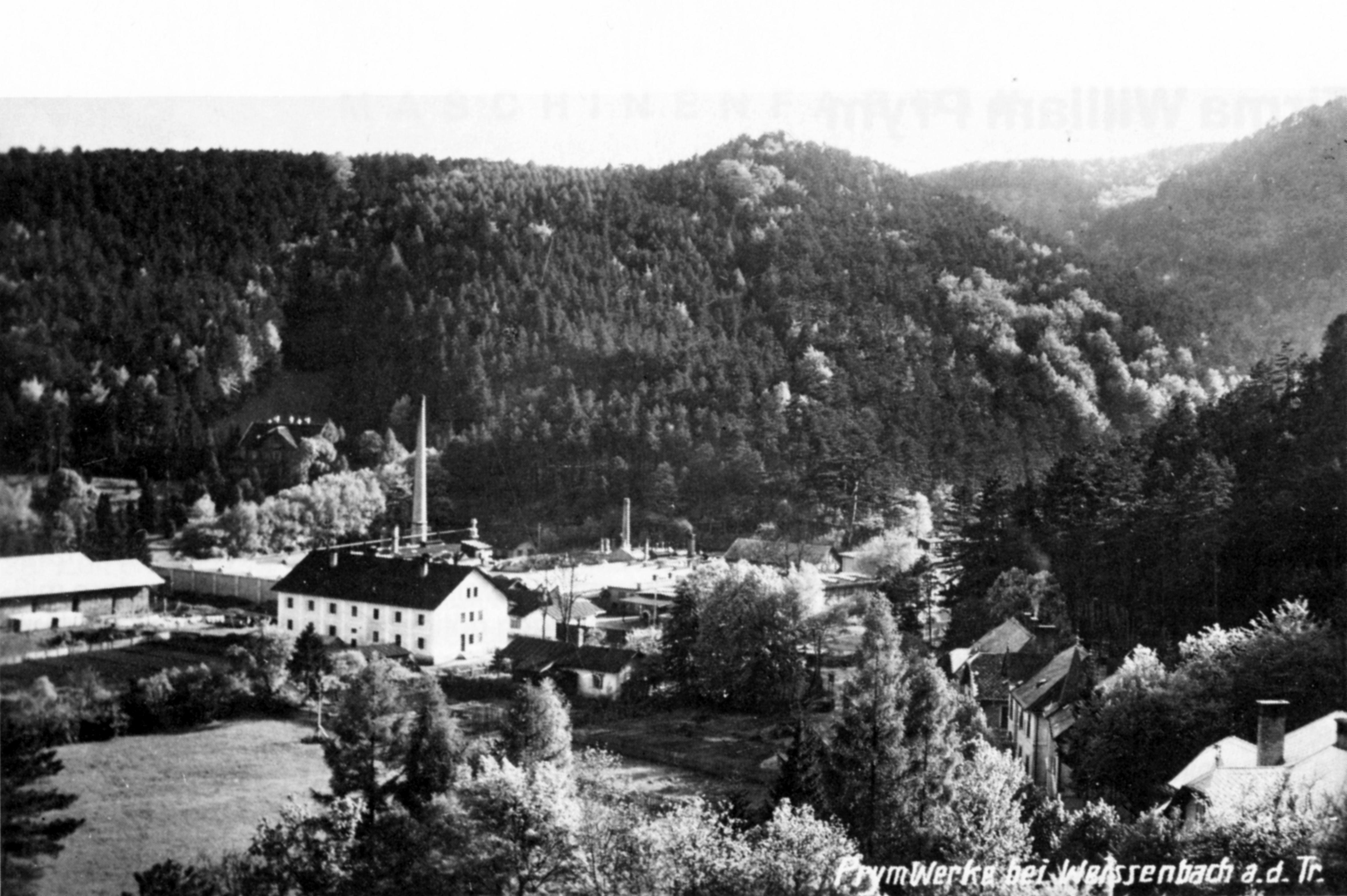
Weissenbach an der Triesting, Niederösterreich, Zweigwerk William Prym von Südwest gesehen (1908)
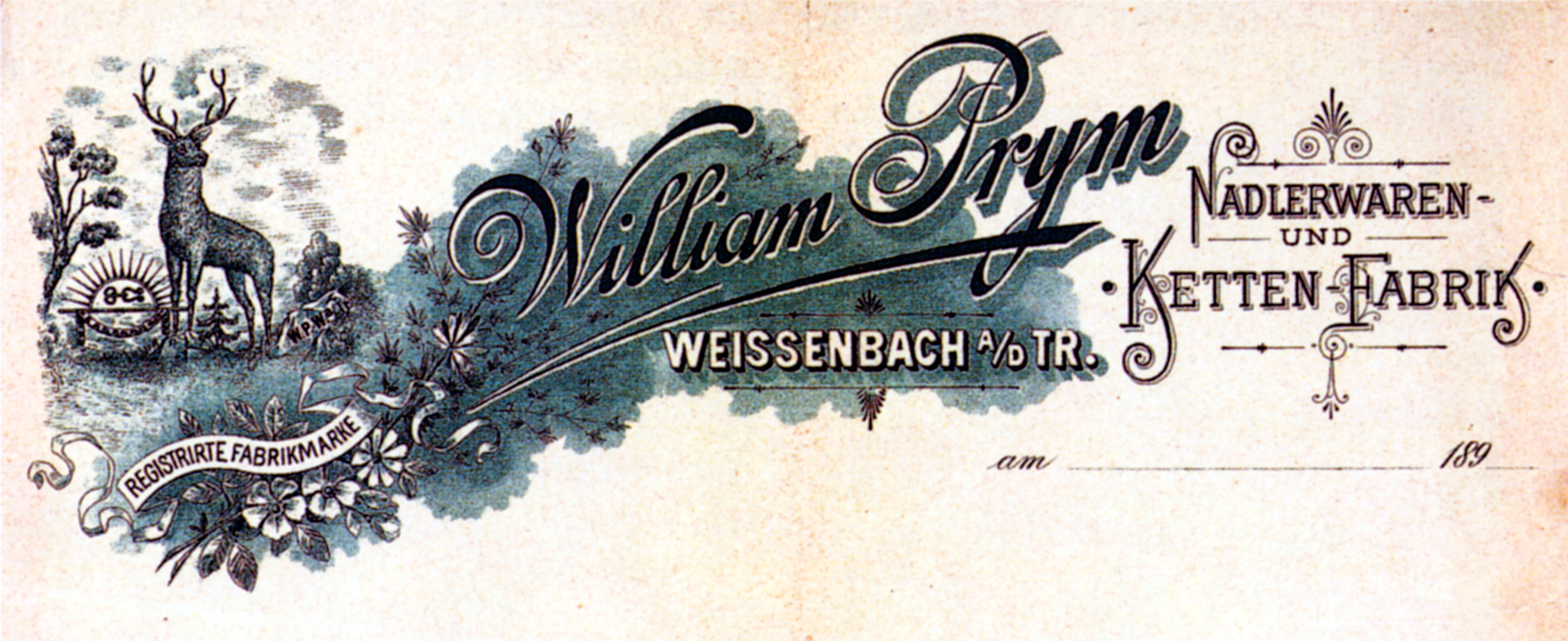
Weissenbach an der Triesting, Zweigwerk William Prym Nadlerwaren- und Ketten-Fabrik, Briefkopf, 1894
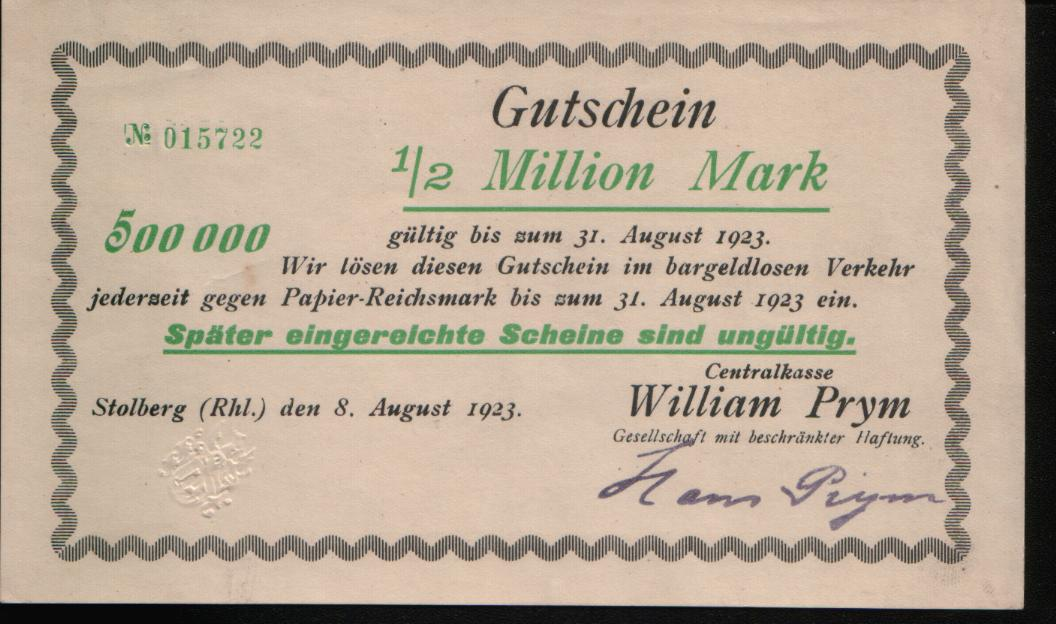
Notgeld der Firma Prym, Stolberg, unterschrieben von Hans Prym, Ausgabe 8. August 1923

### 20. und 21. Jahrhundert: Entwicklung zum internationalen Konzern

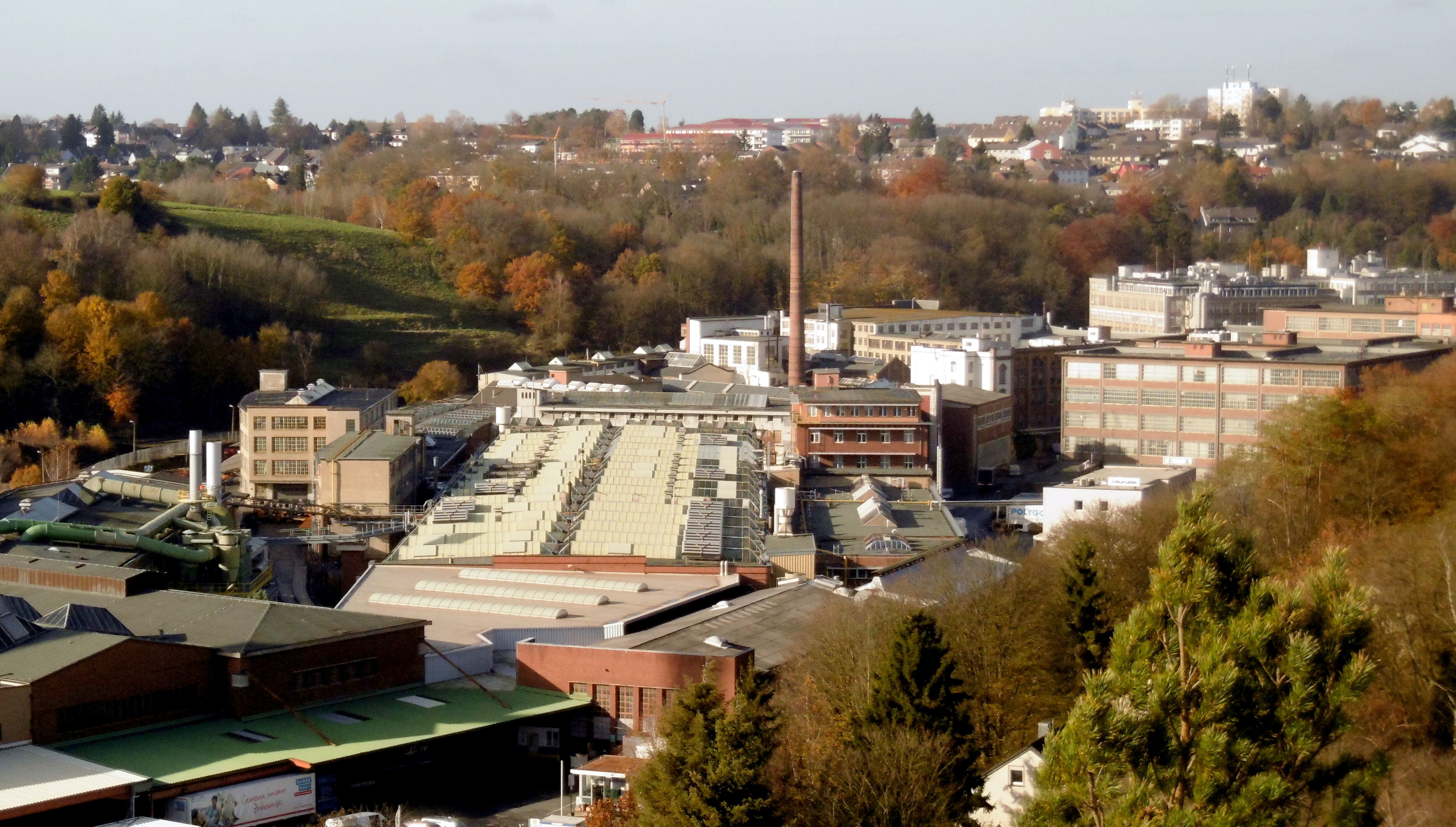
Prymetall Stolberg, seit 2002 Aurubis

Während des Zweiten Weltkriegs stellte Prym bei reduzierter Kurzwarenproduktion in Stolberg und Weissenbach kriegswichtiges Material her, darunter Turbinenschaufeln aus Messing und Munitionskomponenten.
In den Nachkriegsjahren stand das Weissenbacher Werk bis 1955 unter Verwaltung der sowjetischen USIA, danach unter öffentlicher Verwaltung durch den Staat Österreich. 1960 konnte die Familie Prym die Liegenschaften in Österreich zurückkaufen. Die unerwartete Schließung des österreichischen Betriebs erfolgte „bei noch voller Beschäftigung, guter Auftragslage und positiver Bilanz“ am 1. Juli 1981. Betroffen waren 161 Mitarbeiter.
Mit rund 4000 Beschäftigten erreichte die William Prym GmbH um 1970 ihren höchsten Mitarbeiterstand. 1972 gründete Prymetall, die Kupfer- und Kupferlegierungs-Sparte von Prym, zusammen mit den Wieland-Werken die Schwermetall Halbzeug GmbH. Schwermetall nahm in Stolberg ein großes Kupfer-Vorwalzwerk in Betrieb. 2002 trennte sich Prym von Prymetall; Gießereien und Walzwerke wurden von der Norddeutschen Affinerie (heute Aurubis) übernommen.
In der jüngeren Geschichte des Konzerns gab es eine Reihe von Akquisitionen im In- und Ausland. So übernahm die William Prym GmbH 1978 Newey Goodman, einen britischen Nadel- und Kurzwarenhersteller mit Fertigungsstätten in Asien. Aus Prym Newey ging 2001 Prym Intimates hervor, zunächst ein Joint Venture mit MAS Holdings-Tochter Stretchline, einem auf Unterwäsche spezialisierten Textilunternehmen mit Sitz in Sri Lanka. Seit 2005 gehören zu Prym Intimates auch Produktionsstätten in China, die 100-prozentiges Eigentum der Prym Holding sind.
1986 erschloss sich Prym mit einer zunächst 25-prozentigen Beteiligung an Inovan, einem deutschen Produzenten elektromechanischer Bauteile unter anderem für die Automobilindustrie, ein neues Geschäftsfeld. Seit 1994 ist die William Prym GmbH Alleineigentümerin von Inovan.
1988 erwarb Prym die Schaeffer GmbH, einen deutschen Hersteller von Druckknöpfen, Verschlüssen und weiterem Bekleidungszubehör, sowie das amerikanische Unternehmen Dritz, einen Hersteller von Nähzubehör. 1992 folgte die Akquisition des italienischen Druckknopfherstellers Fiocchi Snaps. 1998 brachte ein Joint Venture mit Bonduel Industries den französischen Reißverschlusshersteller Eclair in die Prym Group. Im Jahre 2001 wurde Eclair Prym 100-prozentige Prym-Tochter.
Der Europäischen Kommission zufolge war Prym Teil einer internationalen Gruppe von Gesellschaften (darunter die britische Coats Group und der japanische Reißverschlusshersteller YKK), die zwischen 1977 und 2003 Absprachen über Preise und Märkte getroffen hatten. 2004 wurden Prym und Coats von der Europäischen Kommission Geldstrafen in Höhe von jeweils 30 Mio. Euro für ein zwischen 1994 und 1999 bestehendes Nadelkartell auferlegt, die 2007 auf 27 bzw. 20 Mio. Euro reduziert wurden.
Im Zuge der Ermittlungen traten weitere Verstöße zutage, und 2007 wurden Prym, Coats, YKK und anderen Unternehmen als separate Zuwiderhandlungen gewertete Kartelle in den Bereichen Reißverschlüsse, sonstige Verbindungselemente und Maschinen zu ihrer Befestigung sowie allgemein Kurzwaren zur Last gelegt, die mit Geldbußen von insgesamt über 303 Mio. Euro geahndet wurden. Ursprünglich ging ein Strafanteil von 40,5 Mio. Euro zu Lasten von Prym. Obwohl das Unternehmen für ein Kartell als Kronzeuge auftrat und dafür Immunität erlangte und auch betreffs der anderen Kartelle bereitwillig mit den Behörden zusammenarbeitete, ergab sich so zusammen mit der bereits 2004 verhängten Strafe eine Geldbuße in Höhe von etwa 20 % des Jahresumsatzes des Prym-Konzerns, während Kartellverstöße üblicherweise mit maximal 10 % des jährlichen Umsatzes geahndet werden.
Durch die notwendigen Rückstellungen geriet das Unternehmen in eine schwierige finanzielle Lage, die nur durch ein umfangreiches Sparprogramm und Millionenkredite von sieben Banken überbrückt werden konnte. Angesichts der gefährdeten Existenz von Prym reduzierte die Europäische Kommission die 2007 verhängte Kartellstrafe 2011 auf 15,5 Mio. Euro. Insgesamt musste Prym dennoch 42,5 Mio. Euro (27 Mio. + 15,5 Mio.) Bußgeld begleichen. Das Kartellverfahren wurde im Jahr 2015 nach vollständiger Zahlung abgeschlossen.
Im Rahmen der Restrukturierung des Prym-Konzerns in eine Holding wurde 2010 die William Prym Holding GmbH gegründet. In den folgenden Jahren entstand die aktuelle Organisationsstruktur der Prym Group mit den Geschäftseinheiten Prym Consumer, Prym Fashion, Prym Intimates und Inovan. Heute (Stand 2018) beschäftigt Prym weltweit circa 3300 Mitarbeiter an 32 Standorten.

## Geschäftsbereiche

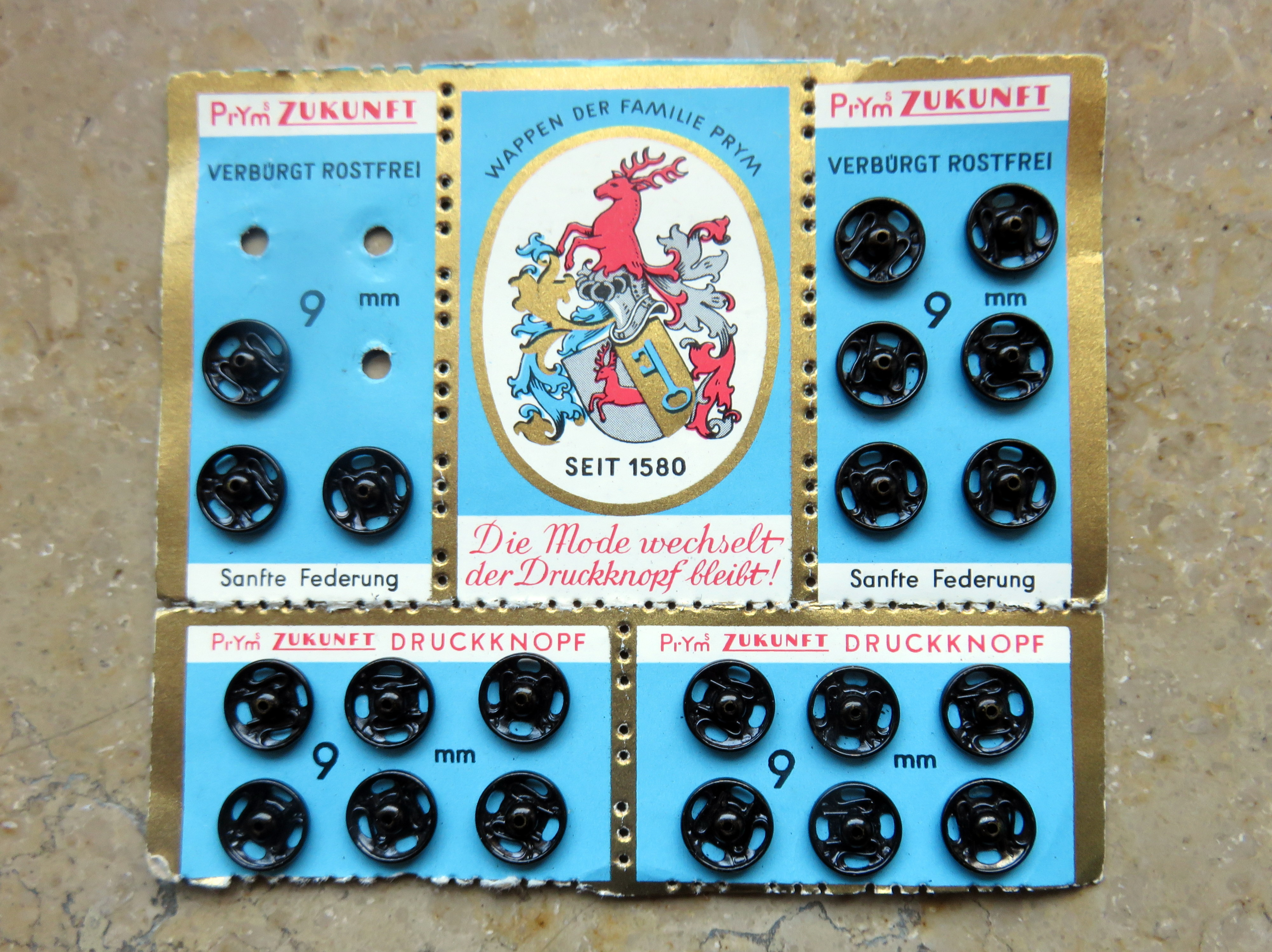
Alte Druckknopf-Abrisskarte „Pryms Zukunft“ (Vorderseite)
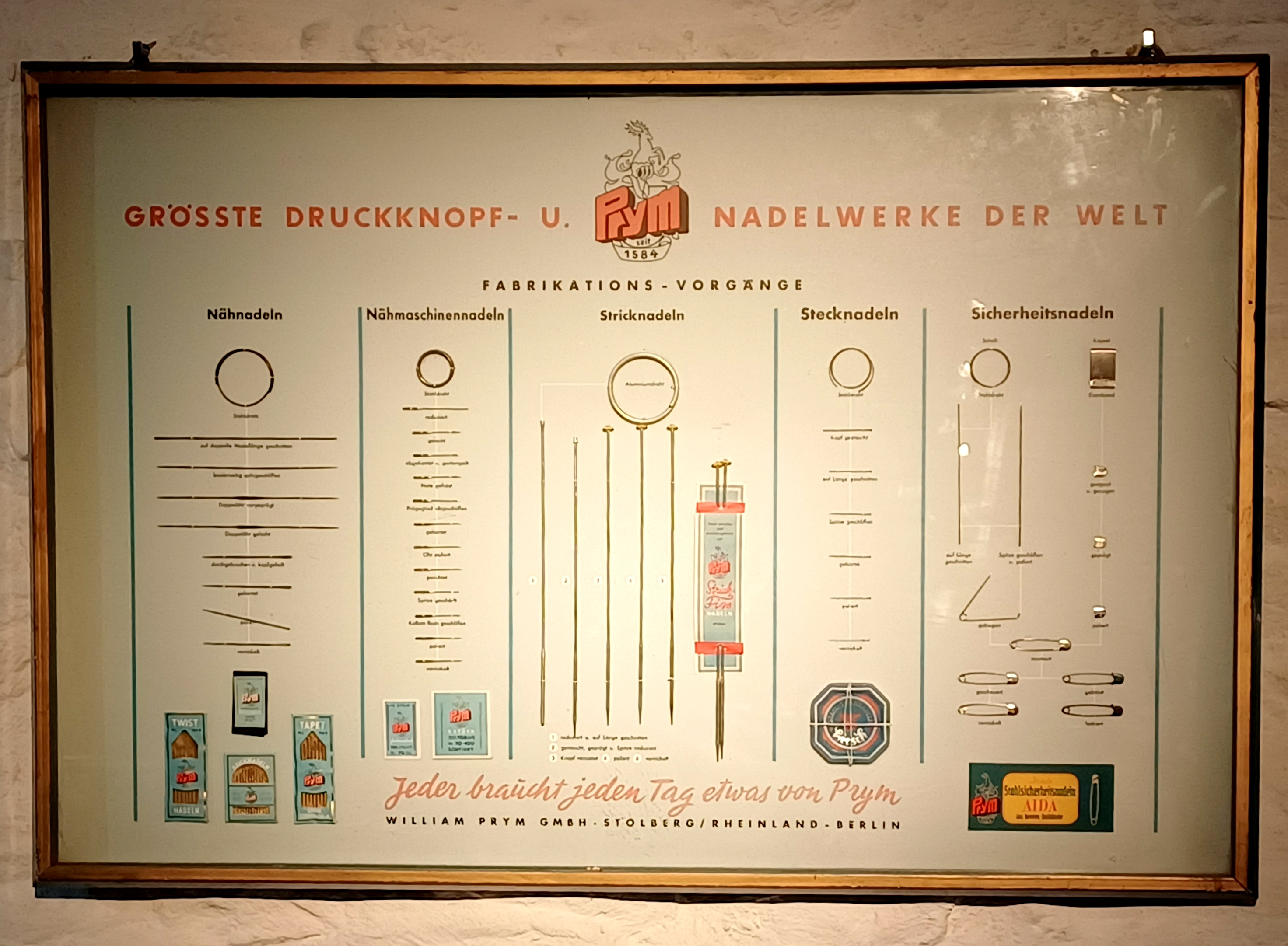
Nadelsortiment Prym (Exponat Zinkhütter Hof)

Die Prym Group produziert neben Kurzwaren wie Druckknöpfen, Steck-, Sicherheits- und Handarbeitsnadeln, Verschlusssystemen und Dessous-Komponenten auch Kontaktelemente für elektrische Verbindungen und elektronische Bauteile.
Bis Oktober 2005 wurde Prym durchgehend von Mitgliedern der Familie Prym geführt.
Die Holding vereint vier am Markt unabhängig agierende Geschäftsbereiche:

### Prym Consumer
Prym Consumer produziert und vertreibt Handarbeitsbedarf für Endverbraucher. Neben Nadeln, Handarbeitsnadeln, Näh-, Stick- und Patchworkzubehör werden auch Bänder, Borten, Verschlüsse und weitere Bekleidungsaccessoires vertrieben. Vertriebsstandorte und Produktionsstätten befinden sich in Europa, Nordamerika und Asien. Dabei deckt Prym Consumer Europe Europa und Afrika ab, Prym Consumer Americas Nord- und Südamerika sowie Prym Consumer Asia Asien und Australien.

### Prym Fashion
Prym Fashion beliefert die Bekleidungs-, Leder- und Textilindustrie mit kundenspezifisch angefertigten Metallverschlüssen wie Druckknöpfen, Jeansknöpfen und -nieten, Reißverschlüssen und Hosenhaken, produziert Accessoires wie z. B. Kordelstopper und Schnallen und fertigt Ösen und Scheiben für Bekleidung und Lederwaren an.
Prym Fashion stellt außerdem Ösen und Scheiben für die Anwendung in technischen Textilien wie Planen, Zelten, Markisen und Verpackungen. Zusätzlich bietet das Unternehmen Pressen und Ansetzmaschinen zur Weiterverarbeitung seiner Produkte durch den Kunden an.

### Prym Intimates
Prym Intimates (vormals Prym Newey) produziert mit über 700 Mitarbeitern in Sri Lanka, China und Indonesien BH-Verschlüsse, -Bügel und -Träger, Ringe und Schieber, Applikationen und weitere Accessoires für die Dessousindustrie.

### Inovan
Inovan wurde 1952 von Emil Kiefer und Fritz Ruf in Birkenfeld gegründet und ist seit 1994 eine hundertprozentige Tochter der Prym Group. Inovan produziert Kontaktwerkstoffe, elektromechanische Kontaktteile und Komponenten, mechanische Verbindungselemente und Baugruppen nach Kundenspezifikation. Bei der Fertigung dieser Teile ist das Unternehmen spezialisiert auf Werkstoff-, Oberflächen-, Stanz-, Kunststoff-, Draht-, Verbindungs- und Spezialtechniken. Inovan-Komponenten werden unter anderem in der Automobilbranche, in der Elektronik und Elektrotechnik, in Haushaltsgeräten, in der Informations- und Kommunikationstechnik, in der Medizin- und Labortechnik und bei der Gewinnung erneuerbarer Energien eingesetzt. Die mehr als 800 Mitarbeiter und 50 Auszubildenden erwirtschafteten im Jahr 2016 einen Umsatz von 128 Mio. Euro. Heute unterhält Inovan drei Werke in Birkenfeld, eines in Stolberg, Tochterunternehmen in China und Mexiko sowie Vertretungen in Frankreich, Italien, Österreich, Spanien und den Niederlanden.

### Gold-Zack
1995 wurden die Marke "Goldzack" von den in finanzielle Schieflage geratenen Gold-Zack Werken übernommen. Es werden bis heute Waren unter dieser Marke angeboten.

## Sonstiges
Auf das finanzielle Engagement der Unternehmerfamilie Prym geht die Gründung der Stadtbücherei und des Schwimmbads in Stolberg sowie Sozialwohnungen zurück. Am 1. November 1884 richtete William Prym GmbH & Co. KG als eine der ersten Firmen in Deutschland eine Fabrik-Krankenkasse ein, aus der später die Actimonda BKK hervorgegangen ist, die 2021 mit der BIG direkt fusionierte. Gustav Prym unterstützte mit einer größeren Spende die Errichtung des Bismarckturmes Konstanz.
Die zum Weissenbacher Prym-Werk gehörenden Arbeiterhäuser existieren noch heute als Teil einer Siedlung, die den Namen Prymhäuser trägt.